# 岡崎市少年自然の家
岡崎市少年自然の家（おかざきし しょうねんしぜんのいえ）は、愛知県岡崎市須淵町に位置する野外社会教育施設（少年自然の家）。

## 概要

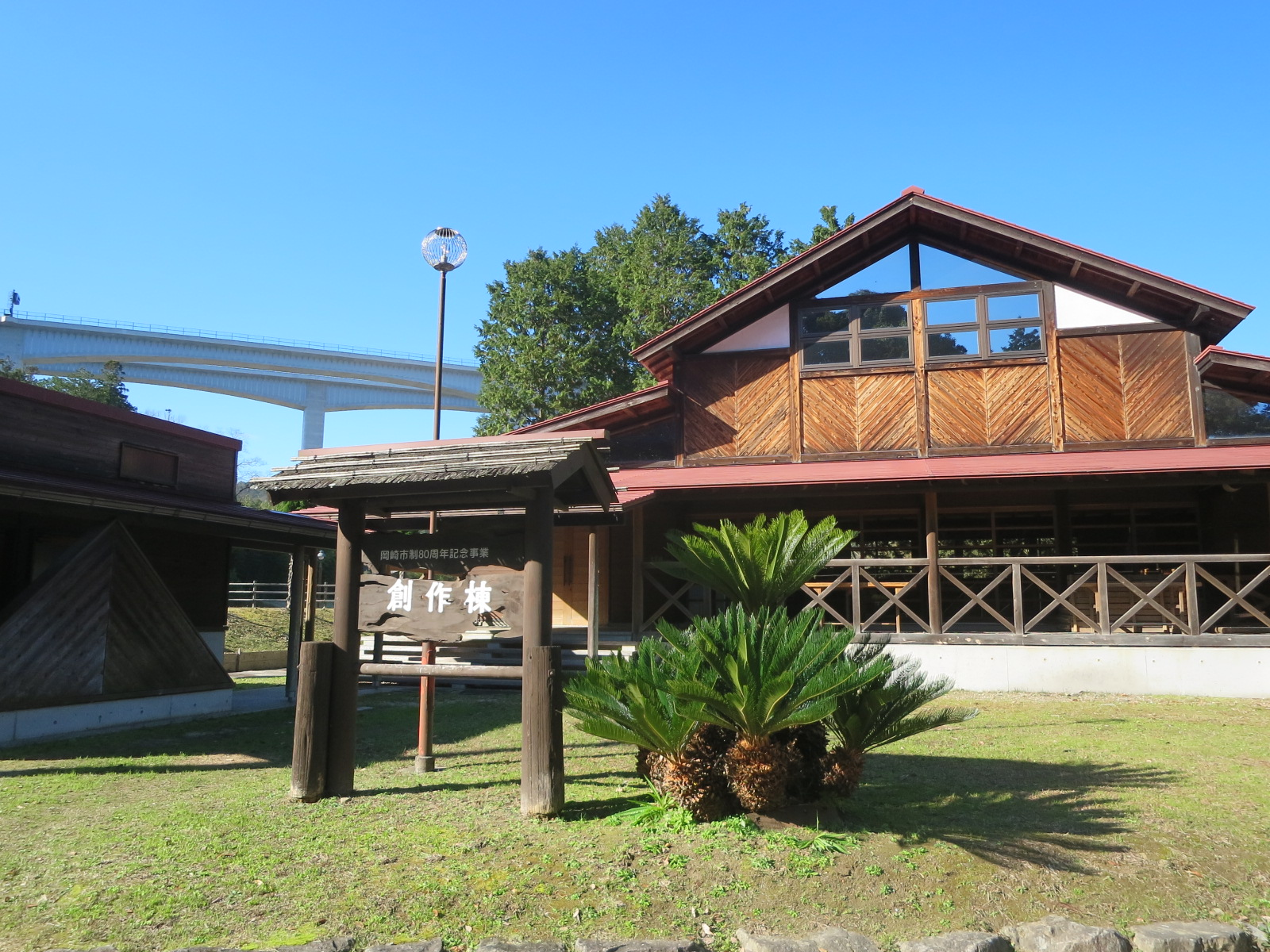
創作棟

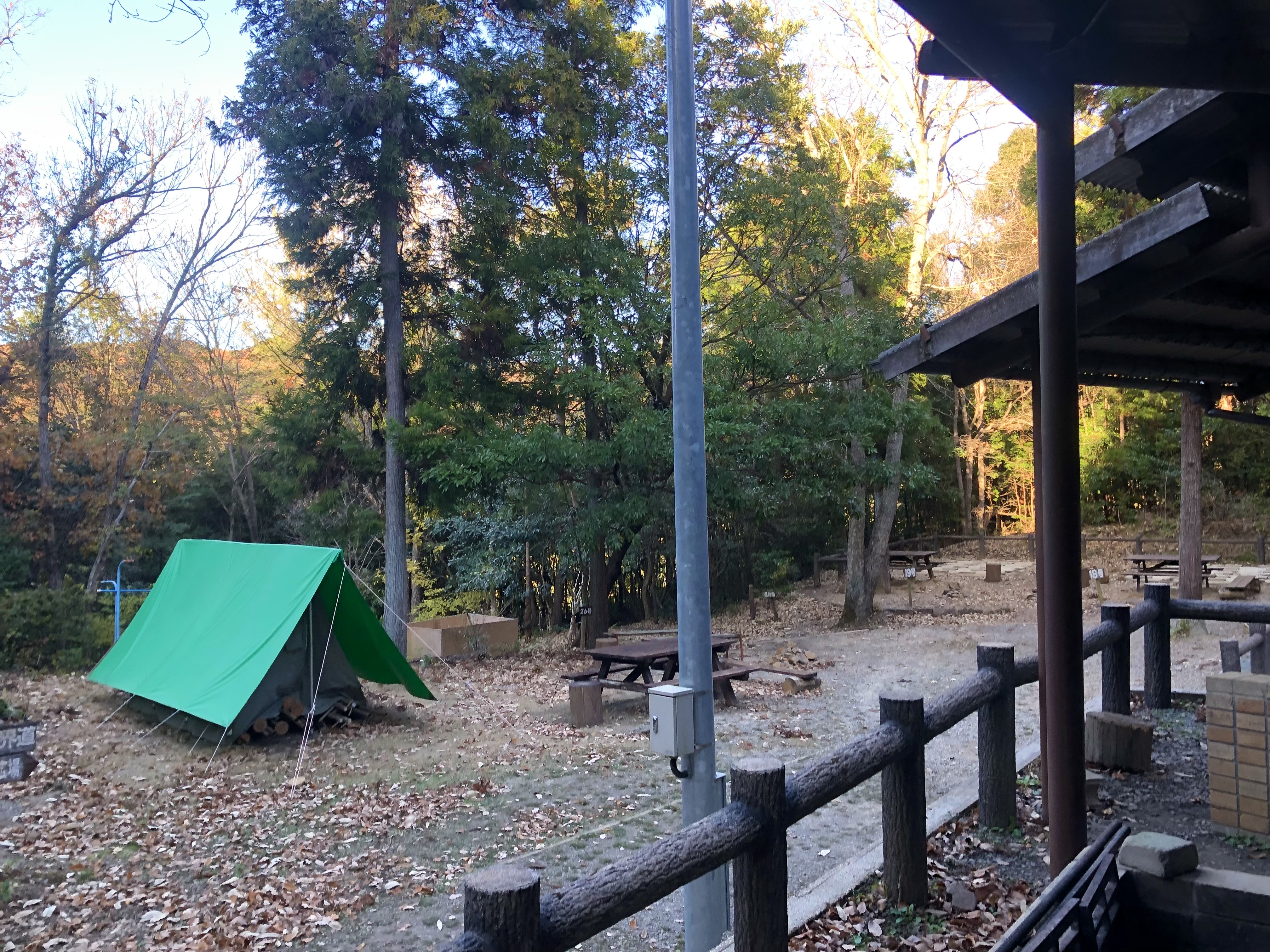
キャンプ場

岡崎市の市制60周年記念事業のひとつとして2年計画、総事業費4億4,430円で造られた。岡崎額田模範造林組合の財産の一部と旧河合村（1955年に岡崎市に編入）村有林をいかし、1975年度より整地工事を開始。1977年（昭和52年）5月10日に完工した。小学校、中学校、特別支援学校の小学部及び中学部の児童、生徒を対象とする。岡崎市教育委員会が運営にあたっている。
市内に住む小学生、中学生は無料で利用できる。
受付時間は8:30～17:15。休業日は月曜日、こどもの日以外の祝日、12月28日～1月3日の年末年始。

### 沿革
- 1977年（昭和52年）5月31日 - 岡崎市立甲山中学校2年生を皮切りに利用開始。
- 1979年（昭和54年）3月27日 - 体育館完成[7]。
- 1980年（昭和55年）2月 - 第2キャンプ場増設。
- 1981年（昭和56年）3月 - 遊歩道完成。
- 1983年（昭和58年）3月 - 野外遊具10基完成。
- 1987年（昭和62年）3月 - 天体観測所完成。
- 1997年（平成09年）4月 - 創作棟完成。

## 施設
- ロッジ24室（208人）
- テント25張（250人）
- 丸太小屋8棟（100人）
- 体育館
- 研修室2室
- 天体観測所
- 創作棟
- フィールドアスレチック
- オリエンテーリングコース
- カヌー
- 落ち葉スキー

## アクセス
- 名鉄名古屋本線「東岡崎駅」下車。名鉄バス「桜形」行きで約42分、「岩戸」下車。徒歩約10分。